# 糟海村
糟海村（かすみむら）は、かつて愛知県碧海郡にあった村である。
現在の岡崎市の南西部（上和田町・宮地町・井内町・赤渋町・牧御堂町・法性寺町など）に該当する。

## 沿革
- 1878年（明治11年） - 上土井村と下土井村が合併し、土井村となる。
- 1889年（明治22年）10月1日 - 法性寺村、牧御堂村、井内村、宮地村、赤渋村、上和田村、土井村、中ノ郷村が合併し、糟海村が発足。
- 1896年（明治29年）6月11日 - 糟海村の一部（土井・中ノ郷）が分立し、中井村が発足。
- 1906年（明治39年）5月1日 - 占部村、中井村、中島村、合歓木村、上青野村と合併し、六ツ美村が発足。同日糟海村は廃止。